# Fueros de Alfambra
Los fueros de Alfambra fueron concedidos a Alfambra (Teruel) en el año 1174 o 1176 por el conde Rodrigo de Sarria, de la Orden de Monte Gaudio. Se  conservan tres códices, uno en el archivo de la Catedral de San Salvador de Zaragoza y los otros dos en el Archivo Histórico Nacional. Están escritos en aragonés medieval de las comunidades aragonesas.
Al fuero de Alfambra le fue agregada una concordia firmada en el año 1232, tras ser aprobada por parte del Justicia de Aragón. También hay adiciones posteriores a 1247. 

## Lenguaje
Destaca:
- La evolución del grupo latino -CT- a -ch- en 96 casos: auandicho, derecha, derechos, derechero, derechament, lecho, nox, noches, ocho, ochauas, pecha, pechada, pechar, leche, pechen, sospecha.
  - No obstante en 22 casos evoluciona a -it- como en aragonés general: feyto, feytas, gitar, gitan, giten, gito, gitadas, peytar, peyte, peyta, leyto, ueyteno, que corresponden la palabras usuales en el léxico jurídico y notarial aragonés de la época, o en el caso de los derivados de gitar palabras que han continuado existiendo con -it- en zonas de Aragón en el castellano de Aragón como chito.
- En el grupo -ULT no se encontra la solución del aragonés general (-uit): cuchiello, muchos.

- La evolución de los grupos latinos -C'L- o -LY- una -i-/-j-/-g- interpretable como una ch en 40 casos: baraia, bermeia, coia, cogido, escoian, recoger, conceio, conseio, fijo, fijos, meioramientos, moion, moiones, muger, oio, oueias, paiar, taiado, ueiedat
  - No obstante en 39 casos es -ll- como en aragonés general: barallan, collido, collidos, collira, concello, despulladas, despulle, orella, ouella, ouellas, parello.

- Casi no hay diptongación delante de Yod a diferencia del aragonés general: nox, noches, ocho, oio, retenga, uenga. La única forma diptongada delante de yod es ueyteno. No se encuentran formas del presente del verbo ser con diptongo --: es.

- Encontramos casi siempre los adverbios de modo terminados en -ment: derechament, lealmente, fielmente, primeramente, solament. La forma en -mientre visible en el fuero romance de Teruel y en el romance navarro se encuentra en una ocasión: leyalmientre.